# Marek Kwiek (akustyk)
Marek Kwiek (ur. 6 kwietnia 1913 w Warszawie, zm. 19 grudnia 1962 tamże) – polski akustyk, profesor Uniwersytetu Poznańskiego, poseł na Sejm PRL III kadencji.

## Życiorys
Ukończył studia na Wydziale Mechaniki Politechniki Warszawskiej, Zakładzie Muzykologii Uniwersytetu Poznańskiego, a następnie studiował fizykę w Berlinie. W 1937 podjął pracę na Uniwersytecie Poznańskim, dochodząc do stanowiska kierownika Katedry Akustyki i Teorii Drgań oraz profesora nadzwyczajnego. Wiele z efektów jego badań znalazło zastosowanie w przemyśle. Zainicjował działania, które już po jego śmierci doprowadziły do powstania Ligi Walki z Hałasem. W 1945 habilitował się na Wydziale Humanistycznym UP.
Był inicjatorem powstania Polskiego Towarzystwa Akustycznego.
Działał w Stronnictwie Demokratycznym. Był członkiem Rady Naczelnej oraz wiceprzewodniczącym Wojewódzkiego Komitetu w Poznaniu. W 1961 został wybrany na Sejmu PRL III kadencji w okręgu Ostrów Wielkopolski, brał udział w pracach Komisji Oświaty i Nauki.
Zginął w grudniu 1962 w katastrofie lotniczej, wracając z konferencji uniwersyteckiej w Belgii. Został pochowany na Cmentarzu Junikowo w Poznaniu.